# Ozuma
Ozma (яп. オズマ Одзума) — короткий аниме-сериал по сценарию Лэйдзи Мацумото, известного как создатель аниме-сериалов Galaxy Express 999 и Queen Millennia. Сериал начал впервые транслироваться по телеканалу WOWOW с 16 марта по 21 апреля 2012 года. Всего выпущено 6 серий аниме.

## Сюжет
Действие в далёком будущем. Из-за сильной солнечной активности, природа на Земле практически вымирает и превращается в пустыни. Человечество делится на 2 противоборствующих лагеря. Первые, генетически изменённые люди или военные сохраняют остатки цивилизации и создали так называемые города крепости, другая же часть обыкновенных людей приспособилась к жизни в пустыне. Главный герой по имени Сэм Койн отправился на специальном судне на поиски гигантского песчаного кита. Но внезапно встречает таинственную девушку, за которой гонятся военные. Она оказывается родом из ближайшего города-особняка.

## Список персонажей
Сэм Койн (яп. サム・コイン Саму Коин)
Сэйю: Тэцуя Какихара
Главный герой истории. После того, как его брат был схвачен, он присоединился к экипажу «Балданос». Он часто попадает в неприятности, и экипаж постоянно смеется над этим. Спас Майю, которую преследовала армия Тэсэю. Сэм очень самоуверенный и не думает, прежде чем рисковать. Готов всегда помочь нуждающимся.
Майа (яп. マヤ)
Сэйю: Риэ Танака
Майя загадочная девушка, за которой гонится армия Тэсэй. Её спасает Сэм Койн и приводит на борт Балданос. Является одной из «идеальных детей», которые были созданы для операции клонирования Тэсэй, так как качество производства клонов постепенно падает и им необходим «свежий материал» для предотвращения деградации.
Мимэй (яп. ミメイ)
Сэйю: Аюми Фудзимура
Миме — друг детства Сэма Койна и член экипажа Балданос. Питает к нему любовные чувства, но Сэм не замечает этого.
Байнас (яп. バイナス Байнасу)
Сэйю: Ацуко Танака
Капитан экипажа Барданос.
Гвидо Гайлер (яп. ギド・ガイラー Гидо Гаира)
Сэйю: Сё Хаями
Капитан армии Тэсэю. Скрывает своё лицо под маской.

## Список серий аниме
| #. | Title                                                      | Дата выхода     |
| -- | ---------------------------------------------------------- | --------------- |
| 01 | The Sand Whale «Suna no Kujira» (砂のクジラ)               | 16 марта, 2012  |
| 02 | Diving Limit «Senkou Genkai» (潜航限界)                    | 23 марта, 2012  |
| 03 | A Thousand Years of Doubt «Chitose no Mayoi» (千年の迷い)  | 30 марта, 2012  |
| 04 | To the Ends of the Earth «Chi no Hate made» (地の果てまで) | 7 апреля, 2012  |
| 05 | The Masked Man «Kamen no Otoko» (仮面の男)                 | 14 апреля, 2012 |
| 06 | The Day of a New Life «Shinsei no Hi» (新生の日)           | 21 апреля, 2012 |